# Вольфегг
Вольфегг (нім. Wolfegg) — громада в Німеччині, знаходиться в землі Баден-Вюртемберг. Підпорядковується адміністративному округу Тюбінген. Входить до складу району Равенсбург.
Площа — 39,49 км2. Населення становить 3891 ос. (станом на 31 грудня 2020).